# Koraput
Koraput (hindi: कोरापुट) är en stad i den indiska delstaten Odisha, och är huvudort för ett distrikt med samma namn. Folkmängden uppgick till 47 468 invånare vid folkräkningen 2011.